# Лобов, Яков Михайлович
Я́ков Миха́йлович Ло́бов (19 февраля 1924 — 31 января 1945) — командир второй танковой роты 27-го отдельного Таллинского танкового полка, 1-й Украинский фронт, старший лейтенант. Герой Советского Союза (1945).

## Биография

### Рождение, ранние годы
Лобов Яков Михайлович родился 19 февраля 1924 года в городе Первомайске Одесской (ныне Николаевской) области в рабочей семье. Украинец.
В 1941 году окончил 9 классов железнодорожной школы № 17 станции Голта (ныне Первомайская средняя общеобразовательная школа I—III степени № 16 имени Героя Советского Союза Я. М. Лобова).

### Воинская служба
После окончания школы поступил в Харьковское бронетанковое училище, но, в связи с началом Великой Отечественной войны, училище было эвакуировано в город Чирчик, Узбекистан. После окончания училища в июне 1942 года направлен командиром танка Т-34 655-го танкового батальона 254-й танковой бригады 13-го танкового корпуса, Юго-Восточный фронт. Боевое крещение принял в бою за разъезд «74-й км» 6 августа 1942 года. В этом же бою, рискуя жизнью, спас командира батальона капитана Никитина Н. П., танк которого горел, за что получил первую боевую награду — медаль «За отвагу». В тот же день был тяжело ранен, находился на излечении в госпитале. После выздоровления направлен командиром танкового взвода вновь сформированного 51-го танкового полка. Принимал участие в боевых действиях на Северном Кавказе. В январе 1944 года полк по железной дороге прибыл на Ленинградский фронт и получил задачу участвовать в прорыве блокады в западном направлении на города Луга — Псков. 17 февраля 1944 года танковая рота лейтенанта Лобова Я. М. на больших скоростях ворвалась в деревню Красная Горка, уничтожая ДЗОТы, пулеметные точки и живую силу противника. В этом бою экипаж Лобова подбил тяжелый танк, противотанковое орудие, два ДЗОТа, четыре огневых точки с прислугой и свыше 40 солдат и офицеров противника. За этот бой награждён орденом Отечественной войны второй степени.

### Освобождение Таллина
По решению Военного Совета 8-й армии Ленинградского фронта 27-й отдельный танковый полк совместно с 1811-м самоходно-артиллерийским полком и частями 72-й стрелковой дивизии получил боевую задачу: выйти в район Йыхви и овладеть городом Раквере. Вечером 20 сентября 1944 года танки 27-го ОТП ворвались в город Раквере и, преследую отходящего противника по шоссе в сторону Таллина, достигли южного берега озера Кохтла-Ярве. В бою за населенный пункт Каберла погиб командир 2-й танковой роты гвардии старший лейтенант В.В.Шарапов (https://obd-memorial.ru/html/info.htm?id=74564927). Командование ротой взял на себя старший лейтенант Лобов Я. М. Утром 22 сентября передовая группа полка устремилась к Таллину. Первой в столицу Эстонии ворвалась 2-я танковая рота старшего лейтенанта Лобова Я. М.,овладела центром города, прорвалась в порт и помешала противнику эвакуировать живую силу и технику морем. За освобождение столицы Эстонии города Таллин, 27-й отдельный танковый полк получил наименование «Таллинский», а командир 2-й роты старший лейтенант Лобов Я. М. представлен к присвоению звания Героя Советского Союза.

### Освобождение Эстонии и Польши
В дальнейшем 27-й Таллинский ОТП освобождал территорию Эстонии. В боях за очищение полуострова Сырвэ острова Сдама рота Лобова прорвалась через оборону противника в его тыл и тем создала угрозу окружения вражеской группировки. Танк Лобова уничтожил 10 противотанковых пушек, 5 ДЗОТов и до полусотни солдат и офицеров, за что командир роты получил Орден Александра Невского. Достигнув государственной границы СССР, танкисты Лобова продолжали бить врага на территории Польши. В боях по прорыву немецкой обороны на участке Ракув — Цисув танковая рота Лобова прорвала вражескую оборону и за один день углубилась на 20 километров, тем самым давая возможность другим частям уйти в прорыв. Экипаж Лобова при этом уничтожил 3 противотанковых орудия, 2 блиндажа, 5 ДЗОТов и до 150 солдат и офицеров, за что награждён орденом Красного Знамени.

### Трагическая гибель
28 января 1945 года командованием поручено старшему лейтенанту Лобову Я. М. провести комплексную разведку для предстоящего форсирования реки Одер. Во время проведения разведки в районе города Беутен (Силезия) попали под миномётный огонь противника. Одна из мин разорвалась в непосредственной близости от Лобова. Он получил тяжёлое ранение обеих ног, началось массивное кровотечение. Санинструктор сделал перевязку и направил в воинский госпиталь в деревне Нидеркирх (ныне Дольна, гмина Лесница, Стшелецкий повят, Опольское воеводство, Польша). Поскольку документов при Лобове не было, принимать его отказались. Только после личного вмешательства командира 27-го Таллинского ОТП подполковника Черных, Лобов был госпитализирован. Однако, несмотря на прямое переливание крови (донором стала радист экипажа В. Плотникова) и другие меры, 31 января 1945 года старший лейтенант Лобов Яков Михайлович скончался. Первоначально был похоронен в деревне Нидеркирх. В 1952 году его прах перезахоронен на воинском братском кладбище в городе Кендзежин-Козле Опольского воеводства Польши (могила № 127). 
Указом Президиума Верховного Совета СССР от 24 апреля 1945 года за мужество и героизм, проявленные при освобождении от гитлеровских захватчиков столицы Эстонии города Таллин, командиру танковой роты 27-го отдельного Таллинского танкового полка старшему лейтенанту Лобову Якову Михайловичу присвоено звание Героя Советского Союза.

## Награды
- Медаль «Золотая Звезда» Героя Советского Союза (24.04.1945);
- орден Ленина (24.04.1945);
- орден Красного Знамени (19.01.1945);
- орден Александра Невского (10.12.1944);
- орден Отечественной войны 2 степени (21.03.1944);
- медаль «За отвагу» (28.09.1942);
- медаль «За оборону Сталинграда» (22.12.1942).

## Память
- Памятник в г. Таллин.
- Именем Лобова Я. М. названа Первомайская средняя общеобразовательная школа № 16.
- Мемориальная доска на школе, где учился.
- Мемориальная плита в сквере Славы г. Первомайска.